# Đại hội Thể thao Tây Á
Đại hội Thể thao Tây Á (viết tắt: WAG) là một sự kiện thể thao tổng hợp được tổ chức dành cho các vận động viên đến từ khu vực Tây Á.
Đại hội Thể thao Tây Á lần đầu tiên được tổ chức tại Tehran, Iran, và được xem là sự kiện đầu tiên thuộc loại hình này. Sự thành công của kỳ đại hội đầu tiên đã dẫn đến việc thành lập Liên đoàn Thể thao Tây Á (West Asian Games Federation – WAGF) và đặt mục tiêu tổ chức định kỳ 4 năm một lần. Hiện nay, WAGF có 12 quốc gia thành viên, bao gồm: Bahrain, Iraq, Jordan, Kuwait, Liban, Oman, Palestine, Qatar, Ả Rập Xê Út, Syria, Các Tiểu vương quốc Ả Rập Thống nhất và Yemen. 
Đại hội Thể thao Tây Á là một trong năm đại hội thể thao tiểu vùng thuộc Hội đồng Olympic châu Á (OCA). Bốn đại hội còn lại là:
- Đại hội Thể thao Trung Á (Central Asian Games)
- Đại hội Thể thao Đông Á (East Asian Youth Games)
- Đại hội Thể thao Nam Á (South Asian Games)
- Đại hội Thể thao Đông Nam Á (Southeast Asian Games). [2]

Kỳ đại hội lần thứ tư được lên kế hoạch tổ chức tại Iran vào năm 2014,  nhưng sau đó đã bị hoãn lại đến năm 2016.  Tuy nhiên, đại hội này cuối cùng đã bị hủy bỏ sau khi Iran chuyển khu vực thi đấu điền kinh của mình từ Tây Á sang Trung Á vào tháng 9 năm 2015. 

## Các kì đại hội
| Kì đại hội | Năm  | Thành phố chủ nhà | Nước chủ nhà | Ngày khai mạc    | Ngày bế mác      | Số quốc gia | Vận động viên | Số môn thể thao | Số nội dung | Đoàn thể thao dẫn đầu |
| ---------- | ---- | ----------------- | ------------ | ---------------- | ---------------- | ----------- | ------------- | --------------- | ----------- | --------------------- |
| I          | 1997 | Teheran           | Iran         | Ngày 19 tháng 11 | 28 tháng 11      | 10          | 850           | 11              | 134         | Iran (IRI)            |
| II         | 2002 | Thành phố Kuwait  | Kuwait       | Ngày 3 tháng 4   | Ngày 12 tháng 4  | 12          | 970           | 9               | 70          | Kuwait (KUW)          |
| III        | 2005 | Doha              | Qatar        | Ngày 1 tháng 12  | Ngày 10 tháng 12 | 13          | 1.200         | 11              | 118         | Qatar (QAT)           |

## Bảng huy chương
| Hạng                | Đoàn                | Vàng | Bạc | Đồng | Tổng số |
| ------------------- | ------------------- | ---- | --- | ---- | ------- |
| 1                   | Iran (IRI)          | 92   | 73  | 88   | 253     |
| 2                   | Kuwait (KUW)        | 71   | 59  | 56   | 186     |
| 3                   | Syria (SYR)         | 44   | 46  | 49   | 139     |
| 4                   | Qatar (QAT)         | 37   | 33  | 34   | 104     |
| 5                   | Kyrgyzstan (KGZ)    | 26   | 15  | 16   | 57      |
| 6                   | Ả Rập Xê Út (KSA)   | 15   | 16  | 21   | 52      |
| 7                   | Jordan (JOR)        | 7    | 17  | 20   | 44      |
| 8                   | UAE (UAE)           | 7    | 10  | 10   | 27      |
| 9                   | Liban (LBN)         | 7    | 9   | 10   | 26      |
| 10                  | Turkmenistan (TKM)  | 5    | 13  | 30   | 48      |
| 11                  | Tajikistan (TJK)    | 3    | 11  | 19   | 33      |
| 12                  | Bahrain (BRN)       | 3    | 2   | 4    | 9       |
| 13                  | Yemen (YEM)         | 3    | 1   | 3    | 7       |
| 14                  | Iraq (IRQ)          | 2    | 1   | 7    | 10      |
| 15                  | Oman (OMA)          | 0    | 5   | 6    | 11      |
| Tổng số (15 đơn vị) | Tổng số (15 đơn vị) | 322  | 311 | 373  | 1006    |

## Môn thể thao
- Thể thao dưới nước
  -  Nhảy cầu  (chi tiết)

- -  Bơi lội  (chi tiết)

- Điền kinh  (chi tiết)

- Cầu lông  (chi tiết)

- Bóng rổ  (chi tiết)

- Bowling  (chi tiết)

- Đấu kiếm  (chi tiết)

- Bóng đá  (chi tiết)

- Thể dục dụng cụ  (chi tiết)

- Bóng ném  (chi tiết)

- Judo  (chi tiết)

- Karate  (chi tiết)

- Bắn súng  (chi tiết)

- Taekwondo  (chi tiết)

- Bóng chuyền  (chi tiết)

- Đấu vật  (chi tiết)

- Cử tạ  (chi tiết)

### Bóng rổ
| Năm  | Chủ nhà          |            | Kết quả          | Kết quả         | Kết quả                                  | Kết quả |
| Năm  | Chủ nhà          | Vô địch    | Á quân           | Hạng 3          | Hạng 4                                   |         |
| 1997 | Teheran          | · Iran ·   | · Turkmenistan · | Câu lạc bộ Fath | U18 Iran                                 |         |
| 2002 | Thành phố Kuwait | · Kuwait · | · Qatar ·        | · Syria ·       | · Các Tiểu vương quốc Ả Rập Thống nhất · |         |
| 2005 | Doha             | · Qatar ·  | · Syria ·        | · Jordan ·      | · Kuwait ·                               |         |

### Bóng đá
| Năm           | Chủ nhà          |            | Kết quả   | Kết quả    | Kết quả         | Kết quả |
| Năm           | Chủ nhà          | Vô địch    | Á quân    | Hạng 3     | Hạng 4          |         |
| 1997 Chi tiết | Teheran          | · Iran ·   | · Syria · | · Kuwait · | · Tajikistan ·  |         |
| 2002 Chi tiết | Thành phố Kuwait | · Kuwait · | · Iran ·  | · Syria ·  | · Palestine ·   |         |
| 2005 Chi tiết | Doha             | · Iraq ·   | · Syria · | · Iran ·   | · Ả Rập Xê Út · |         |

### Bóng ném
| Năm           | Chủ nhà          |                   | Đứng cuối cùng | Đứng cuối cùng                           | Đứng cuối cùng | Đứng cuối cùng |
| Năm           | Chủ nhà          | Người chiến thắng | Á quân         | Giải Ba                                  | Vị trí thứ 4   |                |
| 2002 Chi tiết | Thành phố Kuwait | · Kuwait ·        | · Syria ·      | · Các Tiểu vương quốc Ả Rập Thống nhất · | · Iran ·       |                |
| 2005 Chi tiết | Doha             | · Kuwait ·        | · Iran ·       | · Ả Rập Xê Út ·                          | · Syria ·      |                |

### Bóng chuyền
| Năm  | Chủ nhà |           | Kết quả  | Kết quả     | Kết quả    | Kết quả |
| Năm  | Chủ nhà | Vô địch   | Á quân   | Hạng 3      | Hạng 4     |         |
| 2005 | Doha    | · Qatar · | · Iran · | · Bahrain · | · Kuwait · |         |